# Hou Yingming
Hou Yingming (chiń. 侯莺鸣; ur. 26 czerwca 1989) – chińska szpadzistka, srebrna medalistka mistrzostw świata.
Podczas mistrzostw świata w Budapeszcie w 2013 roku Chinki w składzie: Hou Yingming, Luo Xiaojuan, Sun Yiwen i Xu Anqi zdobyły srebrny medal w zawodach drużynowych. W rywalizacji indywidualnej zajęła tam 39. miejsce.
Nigdy nie wzięła udziału w igrzyskach olimpijskich.